# Begraafplaats van Belle
De Begraafplaats van Belle is een gemeentelijke begraafplaats in de Franse stad Belle. De begraafplaats dateert uit 1799 en ligt in het oosten van het stadscentrum.
In de Eerste Wereldoorlog lag Belle nabij het front. In oktober 1914 kwam de stad in geallieerde handen en werd een belangrijk spoorwegknooppunt en luchtmachtdepot. In de stad vestigden zich ook Canadese en Australische veldhospitalen en een legercorpshoofdkwartier. Vanaf april 1915 begroeven de Britten gesneuvelden op de gemeentelijke begraafplaats. Toen er geen plaats meer was werd ten oosten van de civiele begraafplaats een uitbreiding aangelegd die men bleef gebruiken tot aan het Duitse lenteoffensief van 1918. De stad bleef toen van 15 april 1918 tot 30 augustus dat jaar in Duitse handen. Ook Franse gesneuvelden werden op de gemeentelijke begraafplaats bijgezet. 
In de Tweede Wereldoorlog werden hier ook gesneuvelden begraven. Er liggen 131 Franse gesneuvelden waarvan 119 uit de Eerste Wereldoorlog en 12 uit de Tweede Wereldoorlog.

## Britse oorlogsgraven
Op de begraafplaats bevinden zich enkele Britse perken met gesneuvelden uit de Eerste Wereldoorlog. De Britse perken liggen aan de oostelijke kant van de gemeentelijke begraafplaats, in de buurt van een Frans militair perk. De militaire perken werden door Herbert Baker ontworpen en worden onderhouden door de Commonwealth War Graves Commission. In de CWGC-registers staat de begraafplaats als Bailleul Communal Cemetery, Nord geregistreerd.
Er rusten 618 doden. Onder hen zijn er 585 Britten, 21 Canadezen, 4 Indiërs en 8 Duitsers. Voor 17 slachtoffers werden Special Memorials opgericht omdat hun graven door artillerievuur werden vernietigd en niet meer gelokaliseerd konden worden.
Vlak naast de gemeentelijke begraafplaats en de Britse perken ligt een afzonderlijke Britse militaire begraafplaats, de Bailleul Communal Cemetery Extension met meer dan 4000 graven.

## Graven

### Onderscheiden militairen
- de sergeanten Robert Steward Ironside, Walter Young, E. Howard en F.J. Page; korporaal J. Bristow en soldaat E. House ontvingen de Distinguished Conduct Medal (DCM).

### Minderjarige militairen
- de soldaten A. Aves en Horace Reginald Weeks; schutter Anderson McIlwaine en trompetter P. Wheaton waren 17 jaar toen ze sneuvelden.